# 2002 w Wojsku Polskim
Kalendarium Wojska Polskiego 2002 – strona przedstawia wydarzenia w Wojsku Polskim w roku 2002.

## Styczeń
- w ramach reorganizacji Straży Granicznej, strażnice Strzegów i Polanowice zostały połączone tworząc strażnicę Polanowice, a jej dowódcą został mjr Janusz Potoczny[1]

1 stycznia
- utworzono Centrum Operacji Powietrznych w Warszawie

2 stycznia
- szef Sztabu Generalnego WP zdecydował o udzieleniu pomocy wojska w zagrożonych atakiem zimy regionach kraju[2].

5 stycznia
- premier Leszek Miller zatwierdził nowy statut Ministerstwa Obrony Narodowej. Powołano nowe zarządy: Zasobów Osobowych (P-1) i Wsparcia (P-7), zlikwidowano trzy departamenty zagraniczne, a utworzono Departament Współpracy Międzynarodowej oraz połączono w jeden departamenty Kadr i Szkolnictwa Wojskowego. W strukturze resortu pozostały dwa biura: Prasy i Informacji oraz Ochrony Informacji Niejawnych[2]

10–11 stycznia
- delegacja Korpusu Szybkiego Reagowania NATO (ARRC) wizytowała 10 Brygadę Kawalerii Pancernej. Celem wizyty była ocena przygotowań do wykonywania zadań ARRC[2]

17 stycznia
- w Warszawie uruchomiono pierwszy ośrodek dowodzenia i naprowadzania obrony powietrznej, spełniający wszystkie wymagania NATO. Podstawą wyposażenia to system "Dunaj"[2]

21 stycznia
- minister obrony narodowej Jerzy Szmajdziński powołał Kolegium Dowódców Sił Zbrojnych RP jako organ doradczy i opiniodawczy ministra[2]

29 stycznia
- ministrowie obrony Polski i RFN podpisali w Berlinie porozumienie w sprawie przekazania Polsce 128 czołgów Leopard 2A4 oraz 23 samolotów MiG-29[2]
- Rząd RP wystąpił do prezydenta RP z wnioskiem o rozszerzenie użycia polskiego kontyngentu w operacji antyterrorystycznej "Trwała Wolność" o Kuwejt i Bahrajn[2]

## Luty
1 lutego
- Ministerstwo Obrony Narodowej uruchomiło "telefon zaufania"[2]

6 lutego
- Minister Obrony Narodowej zatwierdził wzór odznaki pamiątkowej i legitymacji Wojskowego Instytutu Technicznego Uzbrojenia[3]

7 lutego
- do Wielkiej Brytanii na ćwiczenia pod kryptonimem "Joint Maritime Course" wypłynął okręt podwodny ORP „Orzeł”[2]

12 lutego
- w 23 Bazie Lotniczej Wojska Lotnicze i Obrony Powietrznej odebrały sprzęt przekazany przez rząd USA w ramach programu "Foreign Military Sales"[2]

17 lutego
- dowódca Nordycko-Polskiej Grupy Bojowej Sił SFOR w Bośni i Hercegowinie, płk Franciszek Kochanowski przekazał obowiązki i sztandar jednostki Duńczykowi - płk. Agnerowi Rokosowi[2]

22 lutego
- część polska Litewsko-Polskiego Batalionu Sił Pokojowych oraz czołgiści i artylerzyści 15 Giżyckiej Brygady Zmechanizowanej wzięli udział w ćwiczeniu pt. "Planowanie i prowadzenie działań opóźniających i zaczepnych w pasie działania brygady"[2]

24 lutego
- w Sennelager grupa operacyjna 4 pułku przeciwlotniczego wzięła udział w ćwiczeniu pod kryptonimem "Arcade Guard"[2]

26 lutego
- przygotowujący się do misji w Kosowie żołnierze Polsko-Ukraińskiego Batalionu Sił Pokojowych wyjechali do centrum szkolenia amerykańskiej 1 Dywizji Piechoty stacjonującej w Niemczech[2]

## Marzec
1–15 marca
- na polskich poligonach, lotniskach i na południowym Bałtyku odbyły się ćwiczenia strategiczne pod kryptonimem "Strong Resolve 2002". Uczestniczyło w nich ok. 15 000 żołnierzy z 27 państw NATO i Partnerstwa dla Pokoju[2][4].

4–8 marca
- W Centrum Szkolenia Taktyki pod Wilnem odbył się trening LIPOLBAT pod kryptonimem "Grunwald Wild 2002"[2]

6 marca
- Minister Obrony Narodowej zatwierdził wzór odznaki pamiątkowej i legitymacji:

⇒ 5 Wojskowego Szpitala Klinicznego z Polikliniką – Samodzielnego Zakładu Opieki Zdrowotnej im. gen. bryg. prof. Mariana Garlickiego w Krakowie
⇒ 2 Brzeskiego batalionu ratownictwa inżynieryjnego
13 marca
- w Ośrodku Szkolenia na potrzeby Sił Pokojowych pożegnano XVII zmianę Polskiego Kontyngentu UNDOF, wystawioną przez 1 Korpus Zmechanizowany[2]

16–22 marca
- polski kontyngent wojskowy został przerzucony do Afganistanu. Sprzęt przetransportowały ukraińskie samoloty transportowe Rusłan[2].

23 marca
- Żołnierze polskiego kontyngentu wojskowego w Afganistanie rozpoczęli rozbudowę bazy Bagram oraz rozminowanie terenu[2]

26 marca
- dwa nowe samoloty transportowe M28 Bryza 1 weszły do służby w 13 eskadrze lotnictwa transportowego w Balicach[2]

## Kwiecień
1 kwietnia
- Ministerstwo Obrony Narodowej rozpoczęło funkcjonowanie w nowych strukturach. Zadania departamentów Nauki i Szkolnictwa Wojskowego, Systemu Obronnego, Departamentu do spraw Organizacji Traktatu Północnoatlantyckiego, Bezpieczeństwa Międzynarodowego oraz Biura Skarg i Interwencji przejęły nowe jednostki organizacyjne. Część kompetencji przejął też Sztab Generalny WP. W ramach SG WP zaczął funkcjonować Generalny Zarząd Wsparcia P-7, w skład którego weszły trzy szefostwa: Obrony Terytorialnej, Inżynierii Wojskowej oraz Obrony przed Bronią Masowego Rażenia[2]

2 kwietnia
- w Dowództwie Marynarki Wojennej podsumowało rok szkoleniowy. Przodującym dywizjonem okrętów została Grupa Okrętów Rozpoznawczych z Gdyni[2]

3 kwietnia
- gen. dyw. Ryszard Olszewski został dowódcą Wojsk Lotniczych i Obrony Powietrznej. Zastąpił na tym stanowisku, odchodzącego do rezerwy, gen. broni Andrzeja Dulębę[2].

10 kwietnia
- w ośrodku szkolenia Bundeswehry w Akwizgranie rozpoczęły się zajęcia praktyczne grupy czołgistów i specjalistów uzbrojenia czołgu Leopard 2[2]

18–26 kwietnia
- na wodach południowego Bałtyku odbyły się ćwiczenia ratownictwa morskiego pod kryptonimem "Sarex 2002". W ćwiczeniu wzięły udział: okręt ratowniczy ORP "Bolko", śmigłowiec "Anakonda" oraz dyżurne siły ratownicze Marynarki Wojennej[7].

19 kwietnia
- niszczyciele min ORP „Flaming” i ORP „Czajka” wzięły udział w ćwiczeniu pod kryptonimem "Blue Game 2002"[7]

22 kwietnia
- po rozformowanej 22 Karpackiej Brygady Piechoty Górskiej, nazwę wyróżniającą „Karpacka” przejęła 22 Brygada Piechoty Górskiej Obrony Terytorialnej. 22 BPG OT przejęła też odznakę pamiątkową 22 Karpackiej Brygady Piechoty Górskiej[8].

30 kwietnia
- rozformowano 8 Ośrodek Szkolenia Specjalistów Czołgowych[7]

## Maj
7 maja
- szef Generalnego Zarządu Planowania Strategicznego Sztabu Generalnego WP, gen. dyw. Mieczysław Cieniuch poinformował, że: zgodnie z "Planem przebudowy i modernizacji technicznej Sił Zbrojnych RP na lata 2001-2006", pośród 71 garnizonów przewidzianych do likwidacji, dotychczas rozwiązano 16, a kolejnych 36 przestanie istnieć do końca roku[7]

7–15 maja
- w Opolu odbyły się ćwiczenia sztabowe 10 Brygady Logistycznej pod kryptonimem "Maj 2002"[7]

13–15 maja
- w salach konferencyjnych Hotelu Radisson SAS w Szczecinie trwały międzynarodowe cywilno-wojsko we ćwiczenia w zakresie reagowania w sytuacjach kryzysowych pod kryptonimem "Pomerania 2002" z udziałem grup reagowania kryzysowego USA oraz państw bałtyckich: Polski, Danii, Estonii, Litwy, Łotwy, Niemiec, Rosji i Szwecji. W roli obserwatorów uczestniczyły delegacje Ukrainy, Czech i Słowacji. Celem ćwiczeń było wypracowanie wspólnych działań cywilno-wojskowych na wypadek katastrof[7].

13–16 maja
- w Wojewódzkim Sztabie Wojskowym we Wrocławiu odbywali praktykę oficerowie Bundeswehry z 76 VBK Drezno[7]

15 maja
- w Akademii Obrony Narodowej nadano tytułu doktora honoris causa prof. dr. Zbigniewowi Brzezińskiemu[7]

20 maja
- Gen. bryg. Mieczysław Bieniek objął funkcję zastępcy dowódcy tureckiego 3 Korpusu Reagowania w Stambule[7]

25 maja
- 21 Baza Lotnicza otrzymała sztandar[7]

31 maja
- biskup polowy gen. bryg. Sławoj Leszek Głódź odwołał z urzędu proboszcza parafii wojskowej pw. Niepokalanego Poczęcia Najświętszej Maryi Panny dominikanina ojca kpt. Edwarda Olecha i tym samym zlikwidowano parafię wojskową w Gubinie[9]

## Czerwiec
4 czerwca
- W Porcie Wojennym MW w Gdyni Oksywiu podniesiono banderę i nadano imię okrętowi podwodnemu ORP „Sokół”. Matką chrzestną jest Grażyna Zemke[7].

7 czerwca
- na terenie 25 Brygady Kawalerii Powietrznej zakończyło się szkolenie obronne kierowniczej kadry TVP S.A. poświęcone roli telewizji publicznej w systemie obronnym kraju[7]

8 czerwca
- zespół akrobacyjny "Biało-Czerwone Iskry" z 1 Ośrodka Szkolenia Lotniczego w Dęblinie oraz An-26 z 13 eskadry lotnictwa transportowego w Krakowie wziął udział w Międzynarodowych Pokazach Lotniczych w Vaerloese w Danii[7]

10 czerwca
- 6 batalion dowodzenia w Krakowie otrzymał imię generała broni Józefa Kuropieski[10]
- w Bazie Marynarki Wojennej w Gdyni rozpoczęło międzynarodowe ćwiczenie pod kryptonimem "Baltops 2002". Ćwiczeniem dowodził kontradmirał Kevin Cosgriff[7]

13 czerwca
- na terenie 2 Brygady Obrony Terytorialnej odbywało się ćwiczenie dowódczo-sztabowe Pomorskiego Okręgu Wojskowego pod kryptonimem "Topaz - 2002". Celem szkolenia było doskonalenie dowództwa POW oraz wojewódzkich sztabów wojskowych i brygad OT w realizacji zadań na rzecz wojsk własnych i sojuszniczych wspólnie z pozamilitarnymi ogniwami obronnymi[7]
- w rejonie odpowiedzialności AIRNORTH (Polska, Dania, Niemcy) trwały ćwiczenia sił powietrznych NATO pod kryptonimem "Clean Hunter 2002". Stronę polską reprezentowały: 40 eskadra lotnictwa taktycznego, 78 pułk rakietowy Obrony Powietrznej, 41 dywizjon rakietowy OP i 25 dywizjon rakietowy OP[7]

17 czerwca
- delegacja brytyjskiej 7 Brygady Przeciwlotniczej odwiedziła 4 pułk przeciwlotniczy[7]

27 czerwca
- w 5 Kresowym batalionie saperów, amerykańscy instruktorzy przeprowadzili szkolenie "Mil to mil"[7]

## Lipiec
3 lipca
- na Bałtyku Południowym rozpoczęły się międzynarodowe ćwiczenie obrony przeciwminowej pod kryptonimem "Baltica 2002". Ćwiczono poszukiwanie, wykrywanie i niszczenie min morskich za pomocą stacji hydrolokacyjnych, trałów kontaktowych i niekontaktowych. Polską MW reprezentowały ORP "Gniezno" oraz trałowce ORP "Jamno", ORP "Sarbsko" i ORP "Necko"[11].

8 lipca
- do późnych godzin nocnych żołnierze z 15 Brygady Zmechanizowanej usuwali skutki wichury na drodze prowadzącej z Orzysza do Bemowa Piskiego i tereny zabudowań w garnizonie Orzysz[11]

10 lipca
- okręt ORP "Kontradmirał Xawery Czernicki" wypłynął w rejon Zatoki Perskiej. Wszedł w skład bojowej grupy wsparcia logistycznego 5 Floty Stanów Zjednoczonych, uczestniczącej w międzynarodowej operacji antyterrorystycznej pod kryptonimem "Trwała wolność"[11].

16 lipca
- Minister Obrony Narodowej zatwierdził wzór odznaki pamiątkowej i legitymacji:

⇒ 3 Batalionu Zabezpieczenia Dowództwa Wojsk Lądowych
⇒ 21 Bazy Lotniczej w Świdwinie
⇒ 32 Bazy Lotniczej w Łasku
⇒ 8 batalionu radiotechnicznego w Lipowcu
⇒ 1 Dywizjonu Szwoleżerów Marszałka Józefa Piłsudskiego w Leźnicy Wielkiej
⇒ Wojewódzkiego Sztabu Wojskowego w Bydgoszczy
⇒ 22 Bazy Lotniczej w Malborku
⇒ 1 Ośrodka Szkolenia Lotniczego w Dęblinie
⇒ Ośrodka Szkolenia na potrzeby Sił Pokojowych w Kielcach
⇒ ustanowił doroczne święto Centrum Szkolenia Obrony Przeciwlotniczej im. Romualda Traugutta w Koszalinie
18–21 lipca
- samolot patrolowy RP M-28 "Bryza" 1R z 3 dywizjonu lotniczego reprezentował Polskę na największych na świecie pokazach lotniczych "Royał International Air Tattoo 2002" odbywających się w angielskiej bazie lotniczej RAF w Cattesmore[11]

26 lipca
- w rezultacie rozpisanego pod koniec 2001 roku przetargu na przeciwpancerny pocisk kierowany bliskiego zasięgu dla Wojsk Lądowych, wybrano pocisk NT-S izraelskiej firmy Rafael[11]

## Sierpień
2 sierpnia
- na terenie 21 Brygady Strzelców Podhalańskich pożegnano VII zmiany żołnierzy polsko-ukraińskiego batalionu Sił Stabilizujących KFOR. W tym momencie PKW KFOR w Kosowie liczył 480 żołnierzy, w tym 60 oficerów, 34 chorążych, 104 podoficerów, 282 żołnierzy służby zasadniczej i 2 osoby cywilne[11]

9 sierpnia
- gen. broni Edward Pietrzyk wszczął postępowanie dyscyplinarne wobec dowódcy 12 Dywizji Zmechanizowanej płk. Ryszarda Chwastka. Przyczyną było opublikowanie przez Pułkownika "Listu otwartego do kadry zawodowej Wojska Polskiego", zawierającego zarzuty wobec ministra obrony narodowej i generałów zajmujących kierownicze stanowiska w Siłach Zbrojnych RP. Minister obrony narodowej polecił wstrzymanie wykonania wcześniejszej decyzji kadrowej wyznaczającej płk. R. Chwastka na stanowisko szefa Zarządu Planowania Operacyjnego w Dowództwie Wojsk Lądowych. Pełnienie obowiązków dowódcy 12 DZ powierzono płk. Piotrowi Czerwińskiemu[11].

16 sierpnia
- w Gdyni-Oksywiu odbyła się uroczystość podniesienia bandery wojennej i chrztu okrętu podwodnego ORP „Sęp” przekazanego w darze Marynarce Wojennej przez rząd Norwegii[11].

18 sierpnia
- w Doboju dotychczasowy dowódca Nordycko-Polskiej Grupy Bojowej płk Agner Rokos przekazał obowiązki następcy - płk. Tadeuszowi Sapierzyńskiemu[11]

20 sierpnia
- do dyspozycji cywilnych organów kryzysowych wydzielono siły i środki w garnizonach: Kłodzko, Krosno Odrzańskie, Brzeg, Głogów i Wrocław. W gotowości do akcji przeciwpowodziowej pozostało kilka tysięcy żołnierzy, samochody, łodzie desantowe, pływające transportery samobieżne, śmigłowce i sprzęt specjalistyczny[11]

28 sierpnia
- na terenie ośrodka szkolenia poligonowego w Ustce trwały ćwiczenia dowódczo-sztabowe wojsk obrony przeciwlotniczej 2 Korpusu Zmechanizowanego oraz jednostek Wojsk Lotniczych i Obrony Powietrznej oraz Marynarki Wojennej pk. "Mercury 2002". Odbyto strzelania bojowe rakietami Kub, Osa i Grom[11]

## Wrzesień
4 września

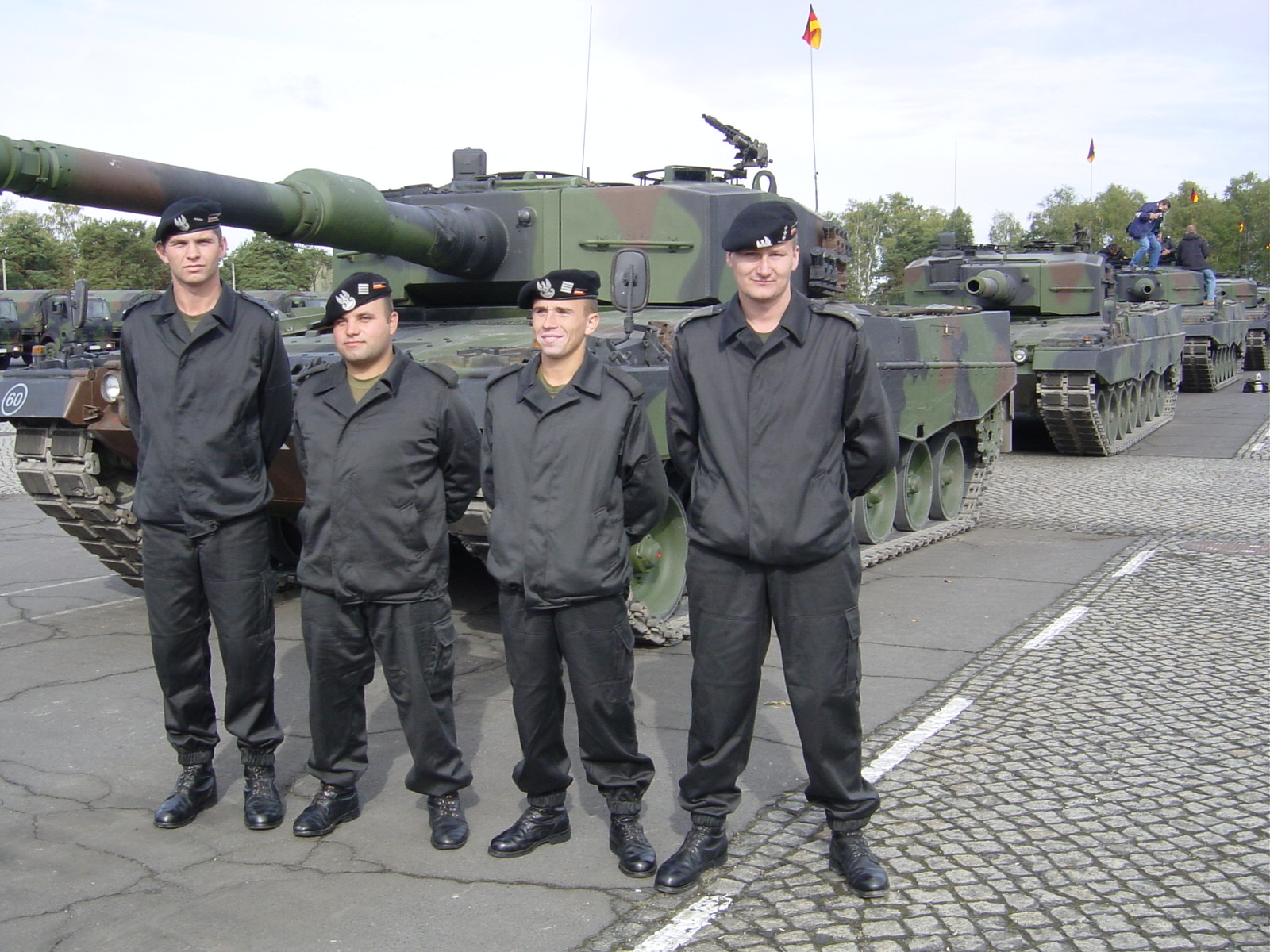
Uroczystość przekazania 10 Brygadzie Kawalerii Pancernej pierwszej partii niemieckich czołgów Leopard 2 A4

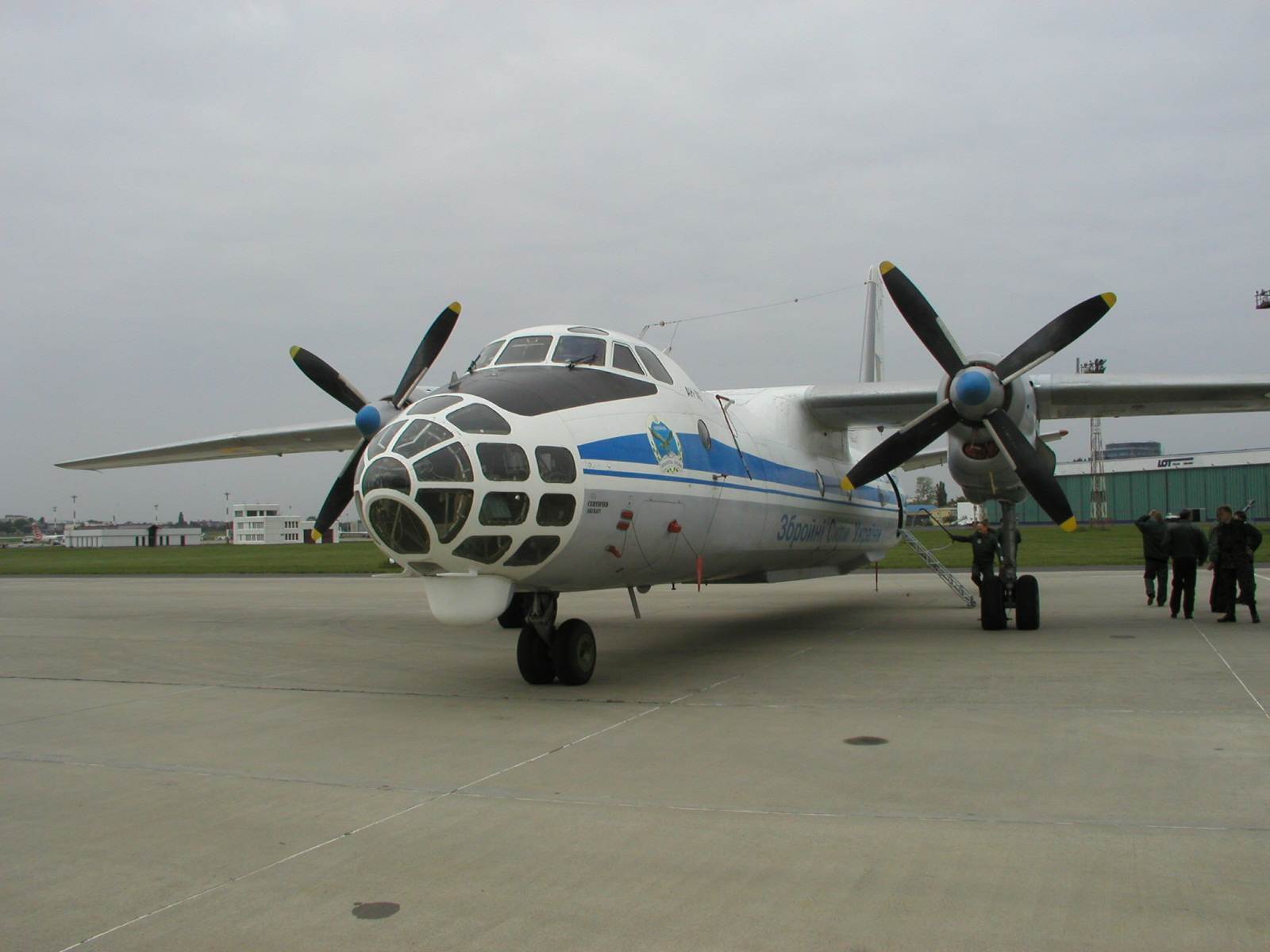
Samolot An-30B na lotnisku Okęcie. 30 września 2002 rok

- na mocy decyzji Ministra Obrony Narodowej, Ośrodek Szkolenia na potrzeby Sił Pokojowych w Kielcach przejął sztandar, dziedzictwo tradycji, imię patrona (gen. broni Władysław Sikorski) oraz doroczne Święto (6 września) od Wojskowego Centrum Szkolenia dla potrzeb Sił Pokojowych Organizacji Narodów Zjednoczonych[22].

6 września
- gen. bryg. Andrzej Muth objął obowiązki rektora Wyższej Szkoły Oficerskiej Wojsk Lądowych we Wrocławiu[23]

7–8 września
- w Radomiu trwały Międzynarodowe Pokazy Lotnicze "Air Show 2002"[11]

9 września
- minister obrony narodowej Jerzy Szmajdziński i minister obrony Republiki Litewskiej Linas Linkevicius rozmawiali na temat bezpieczeństwa w akwenie Morza Bałtyckiego oraz aktualnego stanu i perspektyw dwustronnej współpracy wojskowej, w tym użycia w misjach pod auspicjami NATO polsko-litewskiego batalionu sił pokojowych LITPOLBAT[11]

16 września
- w Świętoszowie odbyła się uroczystość przekazania 10 Brygadzie Kawalerii Pancernej pierwszej partii niemieckich czołgów Leopard 2 A4[11]

19 września
- na terenie 10 Brygady Logistycznej pożegnano zmianę żołnierzy Polskiego Kontyngentu Wojskowego stacjonującego w Afganistanie. Druga zmiana zabrała m.in. kontenery mieszkalne[11].

20 września
- przy Dowództwie Wielonarodowego Korpusu Północ-Wschód utworzono Biuro Łącznikowe Państw Bałtyckich, w którym pracować będą oficerowie z Litwy, Łotwy i Estonii. Głównym zadaniem biura była współpraca w przygotowaniu i przeprowadzeniu ćwiczeń w ramach podejmowanych wspólnie operacji reagowania kryzysowego oraz intensyfikacja działań trzech państw nadbałtyckich zmierzających do integracji z NATO[11].

23–24 września
- W Gdyni Babich Dołach oraz na terenie południowego Bałtyku trwały polsko--niemieckie ćwiczenie lotnictwa morskiego z udziałem samolotów uderzeniowych MW MiG-21 bis oraz samolotów typu Tornado z niemieckiej 2 eskadry lotnictwa morskiego Niemiec. Celem szkolenia było m.in. doskonalenie walki powietrznej oraz zwalczanie celów nawodnych[11].

29 września
- na terenie Ośrodka Szkolenia Poligonowego Wojsk Lądowych w Bemowie Piskim trwało ćwiczenie dowódczo-sztabowe polsko-litewskiego batalionu LITPOLBAT p.k "Wiatr Grunwaldu". Kierownictwo ćwiczenia stanowili oficerowie 15 Giżyckiej Brygady Zmechanizowanej oraz litewskiej Brygady Zmotoryzowanej "Żelazny Wilk"[11]

30 września
- zgodnie z postanowieniami Traktatu o Otwartych Przestworzach (OPEN SKIES), zespół inspekcyjny Sił Powietrznych Ukrainy na samolocie obserwacyjnym AN-3OB wykonał lot obserwacyjny nad terytorium Polski[11]

## Październik
1 października
- po zakończeniu półrocznej służby pełnionej w ramach operacji pokojowej "Enduring Freedom", powróciła pierwsza do kraju pierwsza grupa żołnierzy I zmiany Polskiego Kontyngentu Wojskowego Afganistan

3 października
- na lotnisku 8 Bazy Lotniczej podsekretarz stanu w MON ds. społecznych Piotr Urbankowski, przekazał sztandar 13 Eskadrze Lotnictwa Transportowego im. ppłk. Stanisława Jakuba Skarżyńskiego[11]
- na placu Krakowskim w Gliwicach, podsekretarz stanu w MON ds. społecznych Piotr Urbankowski, wręczył sztandar 23 Brygadzie Obrony Terytorialnej. Brygada otrzymała nazwę wyróżniającą "Śląska"[11].

4 października
- 10 Opolska Brygada Logistyczna otrzymała imię płk. Piotra Wysockiego[24]

11 października
- w Centrum Szkoleniowo-Kondycyjnym Wojskowego Instytutu Łączności zakończyła się XI Międzynarodowa Wojskowa Konferencja Telekomunikacji i Informatyki - NATO Regional Conference on Military Com¬munications and Information Systems (RCMCIS 2002)[11]
- niszczyciel min ORP "Mewa" włączony został w skład stałego Zespołu Obrony Przeciwminowej NATO MCM FORNORTH. Na okręcie podniesiono flagę NATO, a na kadłubie odsłonięto znak rozpoznawczy MCM FORNOTRH[11]
- w Centrum Operacji Morskich Dowództwa Marynarki Wojennej zakończyło się ćwiczenie dowódczo-sztabowe Sił Morskich NATO pod kryptonimem "Bright Future". Celem było doskonalenie współdziałania wojska z jednostkami cywilnymi podczas kontroli żeglugi statków w rejonach konfliktów[11]
- zakończyły się prowadzone na lotniskach 21 BL i 23 Bazy Lotniczej ćwiczenia taktyczne jednostek Wojsk Lotniczych i Obrony Powietrznej[11]
- w rejonie Zatoki Pomorskiej trwały polsko-duńskie ćwiczenia w zakresie obrony przeciwminowej[11]

15 października
- w Skutorowej na Wisłoce saperzy z 12 Ośrodka Przechowywania Sprzętu z Niska wybudowali most[25].

18 października
- na poligonach drawskim i wędrzyńskim trwały polsko-amerykańskie ćwiczenia V Korpusu Armii Stanów Zjednoczonych pod kryptonimem "Victory Strike III". Celem ćwiczeń było wzmocnienie zdolności operacyjnych jednostek lotniczych korpusu. W ćwiczeniach został użyty nowy śmigłowiec Apache Longbow[25].
- na poligonie w Jaworowie pod Lwowem zakończyło się ćwiczenie pod kryptonimem"Cooperative Advenrure Exchange 2002". Stronę polską reprezentowały: wzmocniona kompania szturmowa z 18 batalionu desantowo-szturmowego, sekcja zabezpieczenia logistycznego, grupa operacyjna z 23 Śląskiej Brygady Artylerii oraz grupa operacyjna Jednostki Ogólnego Wsparcia Współpracy Cywilno-wojskowej z Kielc[25].

28 października
- przy nadbrzeżu skweru Kościuszki w Gdyni odbyło się uroczyste nadanie imienia nowej fregacie MW, ORP "Gen. T. Kościuszko". Matką chrzestną jednostki została Aleksandra Miller[25].

31 października
- minister obrony narodowej Jerzy Szmajdziński podpisał rozporządzenie w sprawie przeniesienia do rezerwy części poborowych bez odbycia zasadniczej służby wojskowej lub przeszkolenia wojskowego[25]

## Listopad
11 listopada
- rozpoczęły się ćwiczenia 1 batalionu czołgów 10 BKPanc oraz batalionu z 7 Dywizji Pancernej Bundeswehry

18 listopada
- w Wyższej Szkole Oficerskiej Wojsk Lądowych dyskutowano nad systemowym rozwiązaniem kształcenia kadr oficerskich - absolwentów wyższych uczelni cywilnych. W WSOWL zdecydowano by kształcić kandydatów na oficerów — absolwentów szkół średnich, którzy w ramach 4,5-rocznego okresu studiów uzyskają tytuł magistra. Ten model realizowano we współpracy z cywilnymi uczelniami wrocławskimi. WSOWL kształcić będzie również w cyklu rocznym kandydatów na oficerów - absolwentów szkół wyższych[25].

19 listopada
- przeprowadzono Strategiczną Grę Obronną pod kryptonimem "Kierownictwo 2002". W ćwiczeniu udział wzięli: prezydent RP Aleksander Kwaśniewski, premier Leszek Miller, minister obrony narodowej Jerzy Szmajdziński i pozostali konstytucyjni ministrowie, a także prezesi Najwyższej Izby Kontroli i Narodowego Banku Polskiego, szefowie urzędów centralnych oraz wojewodowie. W trakcie ćwiczenia dokonano oceny aktualnego stanu bezpieczeństwa państwa oraz wypracowano główne kierunki realizacji polityczno-strategicznej dyrektywy obronnej[25].
- Minister Obrony Narodowej zatwierdził wzór odznaki pamiątkowej i legitymacji:

⇒ Archiwum Marynarki Wojennej im. kmdr Bohdana Wrońskiego w Gdyni
⇒1 Kujawsko-pomorskiego batalionu dowodzeniu Pomorskiego Okręgu Wojskowego w Bydgoszczy
⇒ Wojewódzkiego Sztabu Wojskowego w Kielcach oraz podległych Wojskowych Komend Uzupełnień w: Kielcach Śródmieściu, Kielcach Bukówce, Busku Zdroju, Sandomierzu i Starachowicach
⇒ 100 batalionu łączności Brygady Wsparcia Dowodzenia Wielonarodowego Korpusu „Północny Wschód”.
⇒ 6 batalionu medycznego w Braniewie
⇒ Wojewódzkiego Sztabu Wojskowego we Wrocławiu
⇒ ORP „Gen. K. PUŁASKI”
⇒ 3 Ośrodka Szkolenia Kierowców w Ostrowie Wielkopolskim
⇒ 3 batalionu ratownictwa inżynieryjnego w Nisku
⇒ 9 Rejonowej Bazy Materiałowej w Warszawie
⇒ 8 Rejonu Obserwacji i Łączności 8 Flotylli Obrony Wybrzeża
⇒ i proporczyka na beret 4 batalionu ratownictwa inżynieryjnego w Głogowie
⇒ i proporczyków na beret pododdziałów 6 Brygady Kawalerii Pancernej im. gen. bryg. Konstantego Plisowskiego w Stargardzie Szczecińskim
⇒ nakazał przejąć dziedzictwo tradycji, nadał nazwę wyróżniającą i ustanowił doroczne Święto 4 batalionu czołgów 3 Brygady Zmechanizowanej Legionów im. Romualda Traugutta w Lublinie
⇒ nakazał przejąć dziedzictwo tradycji, nadał nazwę wyróżniającą i ustanowił doroczne Święto 1 Batalionu Dowodzenia Pomorskiego Okręgu Wojskowego w Bydgoszczy
23 listopada
- podczas spotkania w Wilnie prezydent Litwy Valdas Adamkus podziękował Aleksandrowi Kwaśniewskiemu za aktywny udział Polski w popieraniu starań Litwy we wstąpieniu do NATO

25 listopada
- na poligonie drawskim odbył się pokaz strzelania bojowego przeciwpancernymi pociskami kierowanymi "Spike". Wystrzelony pocisk precyzyjnie trafił czołg T-55 z odległości 2,5 km, wytwarzając w jego wnętrzu wysokie ciśnienie i temperaturę[25].
- Polska podpisała wraz z 91 państwami w Hadze (Holandia) porozumienie o nierozprzestrzenianiu rakiet balistycznych

26 listopada
- w Dowództwie Marynarki Wojennej przebywał dowódca Floty Zjednoczonego Królestwa Brytanii i Irlandii Północnej kierujący również Połączonymi Siłami Zbrojnymi NATO na Bałtyku Wschodnim i Siłami Morskimi NATO w Europie Północnej sir admirał Jonathon Band. Admirał zwiedził też 3 Flotyllę Okrętów, Akademię Marynarki Wojennej oraz Brygadę Lotnictwa Marynarki Wojennej

26 listopada
- dowódca WLOP gen. broni Ryszard Olszewski wizytował 2 Brygadę Radiotechniczną oraz Wojskowe Zakłady Lotnicze nr 2 w Bydgoszczy

27 listopada
- delegacja 11 Dywizji Kawalerii Pancernej przebywała w 13 Dywizji Grenadierów Pancernych Bundeswehry w Lipsku.

## Grudzień
3 grudnia
- odbyło się dwudniowe posiedzenie Komitetu Wojskowego NATO, w którym udział wziął szef sztabu Generalnego Wojska Polskiego gen. Czesław Piątas

4 grudnia
- minister obrony narodowej Jerzy Szmajdziński przedstawił sejmowej Komisji Obrony Narodowej program Armia 2003-2008

9 grudnia
- na posiedzeniu niejawnym, Wojskowy Sąd Garnizonowy w Szczecinie ukarał płk. Ryszarda Chwastka ostrzeżeniem o niepełnej przydatności do służby

10 grudnia
- utworzono Wojskowy Instytut Medyczny oraz Centralną Przychodnię Lekarską w Warszawie
- Rząd RP podjął decyzję o przedłużeniu polskich misji wojskowych w Bośni i Hercegowinie na 2003 uczestniczących w operacji pod kryptonimem "Allied Harmony"

12 grudnia
- zakończyły się manewry Stałego Zespołu Sił Natychmiastowego Reagowania NATO (MCM FORNORTH) na Morzu Bałtyckim; udział wziął niszczyciel min ORP Mewa z 8 Flotylli Obrony Wybrzeża

27 grudnia
- ogłoszone zostały wyniki przetargu na samolot wielozadaniowy dla Sił Zbrojnych RP. Do przetargu na samolot wielozadaniowy dla Sił Zbrojnych RP zgłoszone zostały: amerykański F-16 w najnowszej wersji C/D Błock 50/52, szwedzko-brytyjski Gripen i francuski Mirage 2000-5 Mk2. Otwarcie ofert odbyło się 13 listopada 2002 roku. Spośród zgłoszonych ofert komisja przetargowa wybrała amerykański samolot F-16 C/D Błock 50/52[25].

28 grudnia
- Minister Obrony Narodowej zatwierdził wzór odznaki pamiątkowej i legitymacji Sztabu Generalnego Wojska Polskiego[41]